# Sankt Oswald bei Haslach
Sankt Oswald bei Haslach (také St. Oswald bei Haslach) je obec v rakouské spolkové zemi Horní Rakousy, v okrese Rohrbach v horní části Mühlviertelu. Počet obyvatel je 510 (k 1. lednu 2024).

## Místní části
V obci jsou tato místa (v závoce je vždy počet obyvatel k 1. lednu 2024):
- Almesberg (54)
- Günterreith (51)
- Laimbach (48)
- Minihof (47)
- Morau (10)
- Sankt Oswald bei Haslach (173)
- Sattling (56)
- Schwackerreith (71)

## Historie
Farnost St. Oswald byla založena 25. července 1261. Od roku 1494 až do doby kolem první světové války bylo běžné místní jméno St. Oswald am Windberg. Obec byly původně pod nadvládou pasovských biskupů; několkrát nyla obsazena Bavorskem. Od roku 1814 patří k Hornímu Rakousku.

## Turistika
- Na území obce je pro přeshraniční styk s Českem přechod na turistické stezce Koranda – St. Oswald.[3]
- Na území obce v blízkosti česko-rakouské státní hranice jsou pozůstatky středověkého hradu Morau; jsou v nadmořské výšce 672 m n. m., naproti soutoku Otovského potoka a Světlé (německy Zwettelbach). Hrad Morau byl zničen husity v roce 1427.